# Pomona (planetka)
(32) Pomona je planetka nacházející se v hlavním pásu asteroidů. Byla objevena 26. října 1854 francouzským astronomem Hermannem Mayerem Salomonem Goldschmidtem. Své pojmenování nese po římské bohyni Pomoně.